# Løgstør Station
Løgstør Station var en dansk jernbanestation i byen Løgstør i Himmerland.
Stationen var den nordlige endestation på Himmerlandsbanerne mellem Hobro og Løgstør. Den blev åbnet den 15. juli 1893. Den 21. maj 1966 blev stationen lukket for persontrafik. Godstrafikken til stationen fortsatte indtil 1999.
Stationsbygningen, der stadig eksisterer, er tegnet af den danske arkitekt Thomas Arboe.